# Майра Асаре
Майра Асаре (латис. Maira  Asare, 8 березня 1960 — 25 жовтня 2015) — латвійська поетка, письменниця, перекладачка.

## Біографія

### Ранні роки та освіта
Народилася 8 березня 1960 року у м. Сігулда. По закінченню 1978 року середньої школи у м. Лимбажі, з 1978 по 1981 рік навчалася у Ризькому медичному інституті.
У 1988—1990 роках навчалася на відділенні журналістики філологічного факультету Латвійського університету.

### Трудова діяльність
З 1992 по 1999 рік працювала в юридичній фірмі, після того, з 2008 по 2009 роки — у Вентспілському центрі культури, з 2010 по 2015 — у Вентспілській бібліотеці.
У 2003—2007 роках відбувала покарання за незаконні операції з наркотичними засобами.

### Літературна діяльність
Уперше вірші Асаре опублікували 1988 року в журналі «Avots», а 1995 року вийшла перша її поетична збірка «Хто грає з зозулею?».
Надалі вийшли книги та збірки авторки:
- «Дорога до Туї» (збірка поезій), 2009р.;

- «Жіноча зона» (мемуари), 2010р.;

- «Холодне полум'я Ганзи» (збірка поезій та перекладів Майри Асари та Сергія Морейно),  2011р.;

- «Серце — ворота до моря» (збірка поезій Майри Асари, Андра Консте, Лева Балоде, Юрас Петраскевічс), 2011р.;

- «У мене немає вибору — я чую твій голос» (збірка поезій Майри Асари, Андра Консте), 2012р.[5].

25 жовтня 2015 року померла після важкої хвороби.

## Цитати
«Ніхто з нас не є абсолютно вільним та незалежним. У кожного вранці дзвонить будильник, але ми не можемо приймати рішення і робити вибір, керуючись виключно внутрішніми відчуттями…».

## Нагороди
- Премія «Днів поезії» за збірку «Хто грає з зозулею?», 1996[8];
- Премія Copyright Infinity Awards за збірку «Холодне полум'я Ганзи»,  2011[9].